# Hideto Takahashi
Hideto Takahashi (高橋 秀人, Takahashi Hideto), né le 17 octobre 1987 à Isesaki au Japon, est un footballeur international japonais. Il évolue au poste de milieu défensif à Auckland City FC.

## Biographie

### En club
Né à Isesaki au Japon, Hideto Takahashi commence sa carrière professionnelle au FC Tokyo. Il joue son premier match en professionnel le 22 mai 2010, lors d'une rencontre de coupe de la Ligue japonaise face au Albirex Niigata. Il est titularisé et son équipe s'impose par un but à zéro.
Hideto Takahashi participe à la Ligue des champions d'Asie en 2012 et 2016 avec le FC Tokyo (onze matchs, un but).
Le 24 octobre 2015, il se met en évidence en étant l'auteur d'un doublé dans le championnat du Japon, lors de la réception des Urawa Red Diamonds. Il ne peut toutefois empêcher la défaite de son équipe, 3-4.

### En sélection
Hideto Takahashi reçoit un total de sept sélections en équipe du Japon.
Il reçoit sa première sélection le 23 mai 2012, en amical contre l'Azerbaïdjan (victoire 2-0). Il joue son dernier match le 23 juillet 2013, contre l'Australie, lors de la Coupe d'Asie de l'Est, où il officie comme capitaine (victoire 3-2).
En juin 2013, il participe à la Coupe des confédérations qui se déroule au Brésil. Lors de cette compétition, il doit se contenter du banc des remplaçants. Avec un bilan peu reluisant de trois défaites en trois matchs, neuf buts encaissés et quatre buts marqués, le Japon est éliminé dès le premier tour.

## Palmarès
- Vainqueur de la Coupe d'Asie de l'Est en 2013 avec l'équipe du Japon
- Champion du Japon de D2 en 2011 avec le FC Tokyo

- Vainqueur de la Coupe du Japon en 2011 avec le FC Tokyo